# Hippolyte Dussard
Jean Louis Hippolyte Dussard (parfois écrit Hyppolite , Hippolite et/ou Dussart), né le 18 fructidor an VI (4 septembre 1798) à Morez (Jura) et mort le 22 janvier 1876 à Nyer (Pyrénées-Orientales), est un économiste, journaliste et investisseur commanditaire français. Il est Commissaire du gouvernement provisoire et préfet de la Seine-Inférieure en 1848 et membre du Conseil d'État en 1849.

## Biographie
La vie d’Hippolyte Dussard est marqué par ses convictions républicaines. En 1815, il s'enrôle comme volontaire dans la génie militaire.
En 1830, il signe la Protestation des journalistes contre les ordonnances,
Pendant l'insurrection républicaine à Paris en juin 1832, il soutient l'insurrection des ouvriers, et pour éviter d'être poursuivi, il se réfugie en Angleterre, où il est l'hôte de John Stuart Mill, dont il traduira plus tard Principes d’économie politique. Il reste en Angleterre jusqu'en 1834 et il y dévient un connaisseur de l'économie politique de ce pays.
En 1835, il signe la lettre aux prisonniers d'avril 1834 et il est, avec les autres signataires, convoqué en poursuite devant la Cour des pairs,.

### Écrivain
Hippolyte Dussard est collaborateur de la Revue encyclopédique de 1819 à 1833, du Bulletin des Sciences Technologiques pour la section des arts chimiques de 1823 à 1830. De 1830 à 1842, il écrit pour le journal Le Temps, journal des progrès politiques, scientifiques, littéraires et industriels, fondé en 1829 par Jacques Coste et Jean-Jacques Baude,. Il écrit dans le Dictionnaire du Commerce (éd Guillaumin, 1837) aux sujets d'agriculture, capital, concurrence (économie politique) et savon. Dussard qui semble avoir quelque connaissance de chimie, a en 1838 un brevet d'invention (brevet d'importantion) de décoloration de huile de palme sur son nom. Il est, en 1839, membre de la rédaction du Repertoire de l’industrie étrangère (1 volume).
Il publie en 1841 chez Guillaumin De l’état financier de l’Angleterre et des mesures proposées par les whigs et tories. Par ce livre, Dussard est remarqué par Gilbert Guillaumin, qui a fondé en 1841 le Journal des économistes, et celui prend Dussard dans la rédaction de ce journal. Dussard est de 1843 à 1845 rédacteur en chef du journal, succédant à Adolphe Blanqui et remplacé par Joseph Garnier. En 1844, il écrit le rédactionnel du premier numéro de l’Annuaire de l'économie politique, production des rédacteurs du Journal de l'économie et la même année il est co-éditeur des Œuvres de Turgot en 2 volumes, les volumes 3 et 4 de la Collection des principaux économistes, édité sous la direction de Guillaumin.

### Fonctionnaire et préfet
Dès le premier numéro du Journal des économistes, 1841, il écrit sur les chemins de fer, et parallèlement à son travail de rédacteur, il est premier agent commercial et organisateur de l'exploitation de la ligne de chemin de fer de Paris à Rouen,. À la Révolution française de 1848, la ligne de chemin de fer Paris de à Rouen subit en février des dévastations par des incendiaires. Le gouvernement provisoire envoie Félix Avril et Dussard en expédition contre les incendiaires. L'expédition étant réussi, Dussard est nommé le 30 avril 1848 Commissaire du gouvernement du département de la Seine-Inférieure, puis préfet le 17 juin, fonction qu'il remplit jusqu'à la fin de l'année 1848.
À Rouen, encore sous le coup de la Révolution, 20 000 ouvriers sans travail dépendant des comités de charité. La commune veut donner une subvention qui leur nourrirait 20 jours. « Et après...? » demande le Commissaire Dussard. Il propose d'utiliser la subvention pour faire tourner les usines. Et cela réussit, dit-il en 1867 dans le Journal des économistes. Les travaillers semblent confirmer ce succès, puisque « le Club de tous les Devoirs réunis » à Paris portent « Dussard, économiste » candidat pour les élections de 1848.
En octobre 1848, il doit faire face aux émeutes d'octobre 1848 au Havre et Fécamp, sur lequel il a écrit un mémorandum : Troubles de Fécamp, Explications du préfet.
À l'avènement du Président Louis-Napoléon Bonaparte, celui refuse de le confirmer dans sa fonction de préfet de la Seine-Inférieure.
Élu Conseiller d'État en avril 1849, il perd cette place par tirage au sort en juin 1849.
À la suite de cela, il est envoyé par le ministre de l'Intérieur Jules Dufaure en mission en Angleterre pour y étudier les institutions charitables.
Le 10 septembre 1870 au matin, à la chute du Second Empire, sur proposition de la commission départementale, il accepte à 72 ans provisoirement la fonction de préfet des Pyrénées-Orientales pour le gouvernement provisoire, mais la population de Perpignan proteste et sa nomination n'est pas approuvée. Il se retire le soir du même jour.

### Investisseur commanditaire
Dussard prend fin 1837 le chemin des investissements en s'associant au banquier le comte Jelski. Ils créent en 1837 une compagnie commanditaire de l'Industrie : la Compagnie Jelski, Dussard et Cie, qui va financer et concourir des industries innovantes, créatrices d'emplois. Assisté par un comité technique, dont fait partie Emmanuel Arago, ils fournissent en 1838 leur concours aux moulins de Saint-Maur à Paris, à la Société en commandite pour la galvanisation du fer Sorel et comp.,  Jelski, qui avait acheté les droits d’un brevet de tannerie, meurt en 1843 et c'est Dussard qui avec ce brevet crée une tannerie à Ivry-sur-Seine (Seine). Ils avaient investi aussi dans le chemin de fer Paris-Rouen, ouvert en 1843, dont Dussard devient le premier chef de l'exploitation. Pour cette fonction, remplie pendant deux ans, il est décoré chevalier de la Légion d’honneur.

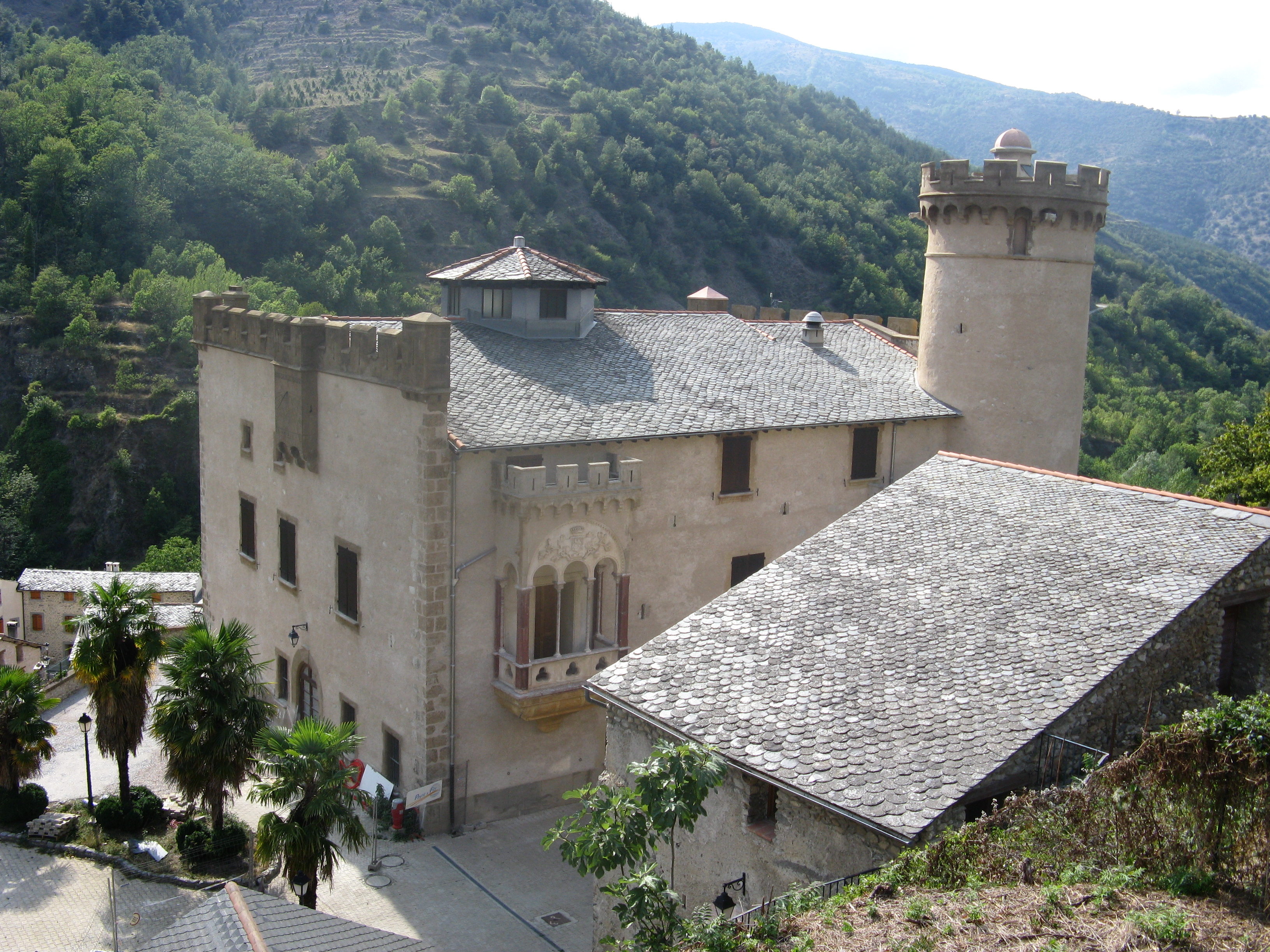
Le château de Nyer

Dussard participe à d'autres projets de financement :
- Devenu en 1854 propriétaire du château de Nyer, il finance pour la commune un canal d'irrigation dans la montagne, ouvert en 1855[29].
- En 1856 la fondation de la Caisse franco-suisse de Cheptel et de l'Agriculture, dont le siège est à Genève[30].
- Vers 1862 il s'associe à Amédée Sellier et fonde la Compagnie Dussard et Sellier
- Dussard et Sellier participent en 1863 à la fondation de « l’Approvisionnement société de crédit des halles et marchés de Paris »[31].
- Dussard et Sellier fondent en 1865 la Compagnie pour l'irrigation pour réaliser dès 1866 d'autres projets de canaux dans le sud de la France : le canal de Saint-Martory, le canal de la Siagne, le canal du Lagoin, le canal du Verdon[Note 5]. Les projets étant trop vastes pour la Compagnie pour l'irrigation seule, ils transfèrent les concessions à la compagnie anglaise General irrigation and water supply company of France limited, représentée toujours par Hippolyte Dussard et Amédée Sellier avec en plus Frédérique Marshall, et financée par une banque anglaise d'investissement[32],[33].

## Œuvres
- Art de fabriquer les savons, mis à la portèe des ménages, 1829 [lire en ligne]
- Capital, in : Encyclopédie du commerçant: Dictionnaire ducommerce et des marchandises. Tome premier. A-F, p. 464-470. Paris: Guillaumin, 1841[34].
- De l'état financier de l'Angleterre et des mesures proposées par les Whigs et les Tories, 1842 [lire en ligne]
- In : Annuaire de l'économie politique : Les pourquoi de l'économie politique (I, 1844, p. 3-12 [lire en ligne]) ; Enseignement de l'économie politique (II, 1845, p. 26-31 [lire en ligne]).
- In: Journal des économistes tome 1, 1842 : Des chemins de fer au 1er décembre 1841 p. 67-99 ; Chemin de fer, projet de loi de M. le Ministre des Travaux publics, p. 426 à 451 ; Tome 5, 1842 : Travail et charité. Loi des pauvres en Angleterre ;  Travail et charité. Population ouvrière. Les derniers troubles du Lancastre,
- Exposition universelle de Londres, 1851
- Savon, réédité in : Encyclopédie du commerçant, tome 2, p. 216-220 1855.[lire en ligne]
- Le crédit et la production agricole, 1864
- Réflexions sur la formation et la distribution des richesses - Observations de l’éditeur, in : Eugène Daire et Hippolyte Dussard, éditeurs : Œuvres de Turgot.

### Éditeur scientifique
- Œuvres de Turgot, t. 1, Eugène Daire, Hippolyte Dussard, 1844 (lire en ligne).
- Œuvres de Turgot, t. 2, Eugène Daire, Hippolyte Dussard, 1844 (lire en ligne).

### Traductions
- Principes d’économie politique de John Stuart Mill, en collaboration avec Jean-Gustave Courcelle-Seneuil, 1854.